# Nasko Sirakov
Nasko Sirakov, né le 26 avril 1962 à Stara Zagora (Bulgarie), est un footballeur international bulgare, qui évoluait au poste de milieu offensif ou d'attaquant au Levski Sofia et en équipe de Bulgarie.

## Biographie
Sirakov marque vingt-trois buts lors de ses quatre-vingt-deux sélections avec l'équipe de Bulgarie entre 1983 et 1996. Il participe aux Coupe du monde 1986 et 1994 ainsi qu'au championnat d'Europe 1996.

## Palmarès

### En équipe nationale
- 82 sélections et 23 buts avec l'équipe de Bulgarie entre 1983 et 1996
- Quatrième de la Coupe du monde 1994

### Avec le Levski Sofia
- Vainqueur du Championnat de Bulgarie en 1984, 1985, 1988 et 1994
- Vainqueur de la Coupe de Bulgarie en 1984, 1986 et 1994

### Avec le Botev Plovdiv
- Finaliste de la Coupe de Bulgarie en 1995

### Avec le Slavia Sofia
- Vainqueur du Championnat de Bulgarie en 1996
- Vainqueur de la Coupe de Bulgarie en 1996